# Enes Acarbay
Enes Acarbay (* 22. April 1992 in Bremen) ist ein türkisch-deutscher Fußballspieler.

## Karriere
In seiner Jugend spielte er bei mehreren Bremer Vereinen. Seine letzte Station hier war die U-19 des FC Oberneuland. Für diesen Verein lief er in einigen Partien der zweiten Mannschaft auf. Danach wechselte er in den benachbarten Landkreis Verden zum TSV Ottersberg, für diese war er in fast 50 Einsätzen in Partien der Oberliga Niedersachsen aktiv. Der nächste Schritt für ihn war dann im Januar 2014 der Wechsel in die Türkei zum TKİ Tavşanlı Linyitspor, welcher zu dieser Zeit in der zweiten türkischen Liga spielte. Allerdings kam er in nur einem einzigen Spiel in der Saison zum Einsatz. Nachdem er im April gegen Adana Demirspor bereits einmal statt auf der Tribüne auf der Reservebank saß, stand er am 38. und letzten Spieltag der Saison über die kompletten 90 Minuten auf dem Platz. Der Verein war zu diesem Zeitpunkt schon abgestiegen. Das Spiel bei 1461 Trabzon wurde mit 4:0 verloren. Nach dem Abstieg war er ein paar Monate lang vereinslos.
Im Januar 2015 kehrte er dann in die Nähe von Bremen zurück und schloss sich dem TB Uphusen an. Dort spielte er bis zum Ende der Saison 2015/16 ebenfalls in der Oberliga Niedersachsen mit und brachte es hier auf 31 Einsätze mit einem Torerfolg. Innerhalb der Liga wechselte er dann zum Heeslinger SC in den Nachbarkreis Rotenburg/Wümme, für den er bis Ende 2017 in 19 Spielen vier Tore erzielen sollte. Nun ging es zurück nach Ottersberg, welche mittlerweile nur noch in der Landesliga Lüneburg spielten, hier verblieb er noch für den Rest der Saison und steuerte in 12 Spielen fünf Tore bei. Danach wechselte er innerhalb der Liga zum SV Brake in den Landkreis Wesermarsch, nach deren Abstieg ging es für ihn dann aber direkt wieder zum TSV Ottersberg. Für diese spielte er eine Saison und wechselte zur Spielzeit 2020/21 zum Dörverdener Verein SV Vorwärts Hülsen. Nach dieser Saison kehrte er aber ein weiteres Mal nach Ottersberg zurück, wo er seitdem auch weiter aktiv ist.